# Åboulevard
 For alternative betydninger, se Åboulevarden. (Se også artikler, som begynder med Åboulevarden)
Åboulevard er en hovedgade i København, der går fra Gyldenløvesgade ved Søerne til Ågade ved gang- og cykelbroen Åbuen. Gaden er primært bebygget med etageejendomme i forskellig stil. Husene på den nordlige side og på det første stykke af den sydlige side frem til Julius Thomsens Gade ligger på Nørrebro i Københavns Kommune. Resten af husene på den sydlige side af Åboulevard ligger i Frederiksberg Kommune. I nr. 8 ligger Bethlehemskirken og i nr. 29 Avenue Hotel.
Åboulevard ligger i forlængelse af Ågade, og de to gader har fortløbende husnumre. De to gader og Bispeengbuen kendes under et som Åboulevarden. Åboulevard selv bliver dog også tit kaldt Åboulevarden i bestemt form.

## Historie
Gaden blev navngivet i 1897 i forbindelse med overdækningen af Ladegårdsåen mellem Søerne og Bülowsvej. Fra 1870 til 1897 hed gaden på den nordlige side af åen Ågade mellem Søerne og Skyttegade. Gaden på den sydlige side hed Ladegårdsvej, fordi den lå ved Ladegården, der oprindelig var en avlsgård for Københavns Slot. Ladegården blev brugt som krigslazaret i 1710 og derefter til forskellige sociale formål, indtil den blev revet ned i 1920'erne.
Ladegårdsåen ligger nu i rør under hele Ågade og Åboulevard, men var førhen et åbent vandløb. Dengang som nu var den med til at føre vand fra de højereliggende Damhussøen, Utterslev Mose og Emdrup Sø til Søerne. Ved en oprensning af åen i 1827 fandt man en ældre vandstandsmåler i form af en tilspidset granitsten. Den blev opsat som monumentet Druknestenen med en inskription til minde om en ulykke i november 1812, da seks personer i karet kørte i åen ved den skarpe sving fra Bülowsvej ud på Åboulevarden. To af kvinderne omkom, Lise Magnus og Marie Henriques. Bagefter blev der plantet piletræer langs med Ladegårdsåens bred, i håb om at forhindre lignende ulykker langs den mørke, uoplyste vejstrækning. Stenen fik sin nuværende placering ud for nr. 16 i forbindelse med overdækningen af åen i 1897.
Lidt længere henne var Parcelbroen anlagt over åen som forbindelse mellem Griffenfeldsgade og H.C. Ørsteds Vej. Sidstnævnte hed Parcelvej indtil 1879. Parcelbroen forsvandt med overdækningen af åen, men navnet levede videre som en uofficiel betegnelse for krydset mellem de to gader og Åboulevard længe efter.
Efter overdækningen af åen blev der anlagt et bredt midterparti med en sti på Åboulevard. Fra 1901 til 1923 kørte sporvognene venstre om midterpartiet, hvor der var stoppesteder. Herved slap passagererne for umiddelbart at skulle krydse kørebanerne, når de skulle af og på, sådan som de ellers skulle de fleste andre steder i København, hvor sporene lå i midten af gaderne. Til gengæld blev der efterhånden fem sporkrydsninger, hvor de sporvogne, der kørte på hele eller dele af Åboulevard mellem Søerne og Bülowsvej måtte skifte fra højre til venstre side og omvendt.
Det gamle navn Ågade kom i brug igen i 1908 om Åboulevards forlængelse til Jagtvej i 1908 og videre til Borups Allé i 1919. Ladegårdsåen blev lagt i rør mellem Bülowsvej og Jagtvej i 1914, mens det sidste stykke til Kronprinsesse Sofies Vej fulgte i 1962. Ved krydset mellem Åboulevard, tidligere Ladegårdsvej, og Bülowsvej lå der en jernbaneoverskæring fra 1863 til 1921 for banerne fra Københavns anden banegård via Nørrebro og Hellerup og videre nordpå. Lidt længere henne mellem Hans Egedes Gade og Laurids Skaus Gade lå der en til overskæring for en godsbane mellem Frederiksberg og Nørrebro fra 1896 til 1930. Skillepunktet mellem Åboulevard og Ågade kom til at ligge ved sidstnævnte overskærings placering. I 2008 etableredes gang- og cykelbroen Åbuen på den gamle overskærings plads for at føre cykelruten Den Grønne Sti ad den nedlagte godsbanes tracé over gaden.
I dag er midterpartiet på Åboulevard for længst forsvundet, og Ladegårdsåen skal man vide ligger i rør under gaden. Gaden selv indgår nu i et tæt trafikeret forløb af gader, der fører fra Hillerødmotorvejen gennem byen til Amager Boulevard. Miljøpunkt Nørrebro har imidlertid i en årrække arbejdet for at få åen frem igen og skabe et grønt område på det nuværende gadeareal, der så tilsammen vil kunne fungere som skybrudssikring. Trafikken på Åboulevard, Ågade og Bispeengbuen tænkes ført i en 2,9 km lang tunnel.

## Bygninger
Den funktionalistiske karré Trekanten med de afrundede hjørner, Åboulevard 1-5/Kleinsgade 1-3/Rosenørns Allé 2-8, blev opført i begyndelsen af 1930'erne efter tegninger af Kay Fisker og C.F. Møller. Karréen fik underjordisk parkering som den første bygning i København. Desuden fik den elevatorer, hvilket ikke var almindeligt på den tid, samt tagterrasse hele vejen rundt.
Bethlehemskirken ligger i nr. 8 midt i en husrække på den nordlige side af gaden. Den blev tegnet af Peder Vilhelm Jensen-Klint i stil med hans berømte Grundtvigskirken og fuldført af hans søn Kaare Klint i 1937. Etageejendommene Åhusene i nr. 12-14 og 16-18 blev opført i 1896-1898 efter tegninger af Ulrik Plesner. Nr. 16-18 er opført i blank mur med røde tegl, sandstensbeklædte karnapper og mansardtag med sortglaserede tegl. De to forhuse med fire sidehuse blev fredet i 1981.
Avenue Hotel i nr. 29 er et boutique hotel med 68 værelser, der er en del af hotelkæden Brøchner Hotels. Den historicistiske bygning blev opført i 1898 efter tegninger af Emil Blichfeldt. Naboejendommen Svaneborg i nr. 31 på hjørnet af H.C. Ørsteds Vej blev opført i 1899 efter tegninger af Philip Smidth.
Den trefløjede ejendom Bülowsvej 50A-B/Åboulevard 55 blev opført omkring 1903 efter tegninger af Heinrich Hansen. Med sine pilastre og spir har den nærmest virket som en portal set fra vest. Karréen Linoleumshuset, Henrik Rungs Gade 14-18/Åboulevard 84-86/Hans Egedes Gade 19-25/Jesper Brochmands Gade 17, har navn efter den mønstrede murstensfacade, der minder om et gammeldags linoleumsgulv. Den nyklassicistiske ejendom blev opført efter tegninger af Povl Baumann i 1929-1930 og fredet i 2009.

## Populærkultur
I Cirkusrevyen 1957 gav Osvald Helmuth den som viktualieforhandler Nielsen på Åboulevard i visen Brev til Bulganin. Der er hul i taget på hans lager, men det vil værten ikke gøre noget ved, fordi han regner med, at en kommende krig alligevel vil ødelægge det hele. Men Nielsen skriver så til den sovjetiske ministerpræsident Nikolaj Bulganin og foreslår, at han kunne komme og mødes med USA's præsident Dwight D. Eisenhower hos ham på Åboulevard. Så kunne de diskutere, så der kunne blive fred, og han få løst sit problem med taget.
Nielsen introducerer sig selv med "Derfor ta'r jeg nu chancen, imens at jeg har den / Mit navn det er Nielsen på Åboulevarden / Jeg bor nummer fjorten, til højre for porten / Dér har jeg min lille butik / De ved kaffe, kakao og sukker og mel / Pæn butik uden at været noget større / Og så er jeg gift med sin kone, som fylder en del / Men var slank til hun fyldte de fyrre."